# Bransat
Bransat – miejscowość i gmina we Francji, w regionie Owernia-Rodan-Alpy, w departamencie Allier.

## Demografia
Według danych na rok 1990 gminę zamieszkiwały 484 osoby, a gęstość zaludnienia wynosiła 31 osób/km². W styczniu 2015 r. Bransat zamieszkiwało 510 osób, przy gęstości zaludnienia wynoszącej 32,7 osób/km².